# Capsaïcina
La capsaïcina és un alcaloide lipòfil de fórmula 8-metil-N-vanilil-6-nonenamida. És la substància majoritària d'un grup d'unes 14 que s'anomenen capsicinoides que són les responsables del gust picant de determinades varietats de pebrot. Participa als mecanismes de la picor.

## Biosíntesi i acció farmacològica
La biosíntesi de la capsaïcina es produeix a partir de l'aminoàcid fenilalanina i la seva acumulació depèn també de factors ambientals (la secada fa que s'incrementi la capsaïcina). S'acumula especialment en la placenta del fruit i en menor quantitat en llavors i polpa.
Aquest alcaloide s'utilitza en farmàcia com analgèsic i anticancerós. Sembla que és una defensa natural de la planta contra els depredadors i només per selecció genètica s'han aconseguit pebrots que no piquen que són els preferits a Europa mentre la resta del món els vol picants.
En ser la capsaïcina una substància lipòfila per treure el gust picant no serveix de res beure aigua sinó que cal prendre llet no desnatada per exemple.

## Presència en els pebrots

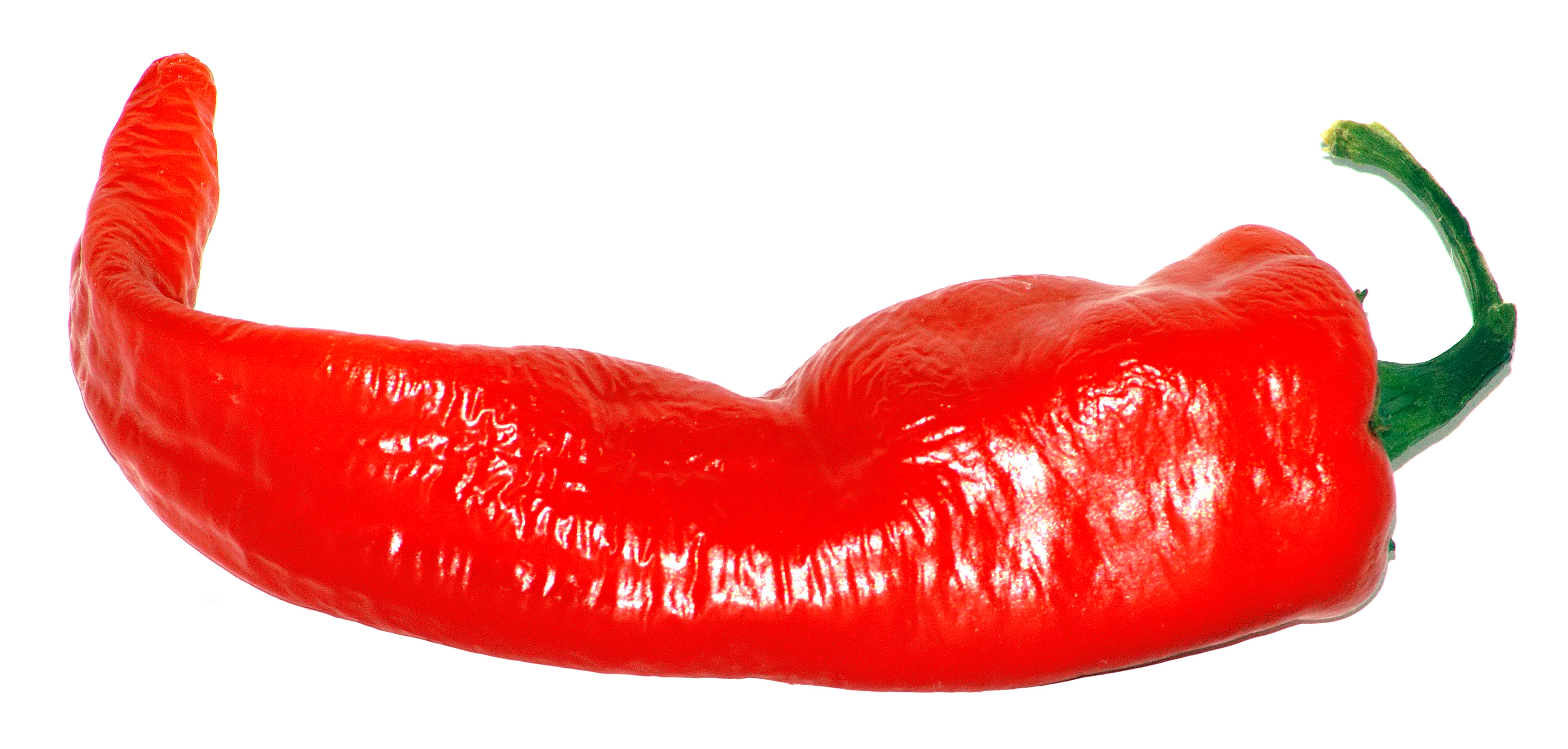
Pebrot de Caiena

Els pebrots més picants i, per tant, amb més contingut de capsaïcina són els del grup anomenat habanero seguits dels xili o el bitxo.
Alguns tipus de pebrots com els anomenats Del Piquillo i Del Padrón s'estan seleccionant genèticament per a eliminar els exemplars que són coents.
A l'extrem contrari es troben els pebrots dolços com el Morró, Reus o Ros de Mallorca per exemple.